# Ichi (pel·lícula)
Ichi (ICHI (映画)) és una pel·lícula de chanbara del 2008 dirigida per Fumihiko Sori, protagonitzada per Haruka Ayase, Takao Osawa, Shido Nakamura i Yosuke Kubozuka. Va ser llançat per Warner Bros. Japapan el 25 d'octubre de 2008.
La pel·lícula es va basar lliurement en el manga publicat del 23 d'octubre de 2008 al 23 d'agost de 2011 per Hana Shinohara.

## Argument
Ichi (市) iés una goze (dona cega) que viatja al Japó a la recerca del seu mentor, que era l'actual Zatoichi.
Es fa amiga d'un samurai viatger Toma Fujihira, que li diu que la va rescatar dels bandolers (de fet, va ser Ichi qui els va salvar a tots dos matant els bandits). Viatgen a una ciutat dirigida pels Shirakawa, una família Yakuza que està plagada pels Banki-to, un grup de mercenaris. Aquest grup està liderat per Banki, un home malvat excel·lent en la lluita amb espases però amb la cara desfigurada. Ichi fa amistat amb Kotaro, un nen que viu amb el seu pare borratxo.
Quan una de les seves amigues prostituta, també cega, és colpejada per tres homes que pertanyen al clan Banki, Ichi és atacada. Touma Fujihira, un samurai, ve en la seva ajuda però no troba el coratge per desenfundar la seva katana. Aleshores, Ichi passa a l'acció, matant els tres homes del clan Banki. Touma comença a seguir a Ichi, que va acompanyada d'un nen. Els tres arriben a un poble, on en Touma aconsegueix guanyar molts diners jugant als daus, gràcies a l'audició de l'Ichi. Un cop marxa amb els diners, en Touma és perseguit pels altres jugadors, que l'acusen d'enganyar-lo i l'ataquen. Un cop més, en Touma no aconsegueix desenfundar la seva katana i és salvat una vegada més per Ichi, que mata els atacants. A Touma s'uneix Toraji Shirakawa, pertanyent al clan yakuza Shirakawa. Creient que va ser Touma qui va matar els homes del clan Banki, Toraji el contracta com a guardaespatlles.
Ichi, Touma i el nen arriben a un poble governat per Banki, el boig líder del clan que porta el seu nom, que té un pegat a l'ull dret. Davant del clan Banki només hi ha el clan Shirakawa. Mentre camina amb l'Ichi, en Touma decideix desafiar la noia amb un bastó, i aconsegueix ferir-li el canell, després li diu que ja no pot utilitzar la katana perquè quan era petit va deixar cega la seva mare sense voler.
Ichi és capturada pel clan Banki. Dos homes la desafien i són assassinats, així que Banki decideix enfrontar-se a la noia, i la colpeja amb sang, tancant-la amb uns cranis humans. Ichi és alliberada per Touma, que l'amaga al poble de Banki. Durant una actuació de kabuki, el clan Banki ataca el clan Shirakawa. El pare de Toraji mor davant els ulls del seu fill, que jura venjança i decideix iniciar una batalla contra el clan Banki.
Touma participa en la batalla, però aquesta vegada tampoc no troba el coratge per dibuixar la seva katana. Trobant-se davant de Banki, l'home finalment treu la seva katana i s'enfronta a una batalla en la qual és el guanyador, però greument ferit. Touma mor als braços d'Ichi, que va venir en la seva ajuda. Banki, però, no està mort i es torna dempeus, desafiant a Ichi, que el reconeix com l'home que l'havia violada anys abans, així que el mata i abandona el poble.

## Repartiment
- Haruka Ayase com a Ichi
- Shido Nakamura com a Banki
- Yosuke Kubozuka com Toraji Shirakawa
- Takao Osawa com a Toma Fujihira
- Tetta Sugimoto com a Zatoichi
- Megumi Yokoyama com a mare de Toma
- Eri Watanabe com a Ohama
- Mitsuki Koga com a Jakou
- Ryousuke Shima com a Kotaro
- Yukina Kashiwa com a Ichi, com a noia

## Recepció
Jessica Sattell de Ibuki Magazine va dir: "La bellesa es troba a cada pas d'aquest conte fascinant" , mentre que James Mudge de BeyondHollywood.com va trobar la trama "molt bàsica i previsible".

## Reconeixements
- 2008: premi a la millor actriu per a Haruka Ayase als Nikkan Sports Film Awards